# 小西ゆかり
小西 ゆかり（こにし ゆかり、1979年1月11日 - ）は、北海道八雲町出身の女子ピストル射撃選手。2004年アテネ五輪・2012年ロンドン五輪日本代表。アジア大会には2002年から5大会連続出場し、銀メダルを通算3個獲得。北海道八雲高等学校卒業。飛鳥交通所属。自衛隊体育学校に所属していた元自衛官。

## 略歴
- 1997年：陸上自衛隊の一般隊員として第1高射特科団に配属。
- 2000年：小西の64式小銃の射撃成績に注目した自衛隊体育学校にスカウトされて、同校に入校[2]。
- 2002年：韓国の釜山で行われたアジア競技大会に出場し、25mピストル団体で福島實智子・與子田由紀と銀メダルを獲得。また、同大会の25mピストル個人では8位、10mエアピストル団体では4位、10mエアピストル個人では18位[3]。
- 2003年：クロアチアのザグレブで行われたISSF（国際射撃連盟）ワールドカップに出場し、25mピストルで銅メダルを獲得[4]。
- 2004年2月：マレーシアのクアラルンプールで行われたアジア射撃選手権大会に出場し、5位に入賞して同年のアテネオリンピックへの出場権を獲得[5]。
- 2004年8月18日：初のオリンピック出場となるアテネオリンピックの25mピストルで予選19位[6]。
- 2006年：カタールのドーハで行われたアジア競技大会に出場し、25mピストル団体で福島實智子・稲田容子と銀メダルを獲得。また、同大会の25mピストル個人では6位、10mエアピストル団体では10位、10mエアピストル個人では29位[7]。
- 2008年：全日本選手権女子25mピストル射撃において日本新記録を樹立し優勝。
- 2009年2月：結婚して「森」姓になる（2011年末まで）。
- 2009年3月：2等陸曹で自衛隊を退職し、翌2010年に予備自衛官になる[8]。
- 2010年8月9日：ドイツのミュンヘンで行われた世界射撃選手権の女子25mピストルで787.0点の4位に入り、2012年ロンドンオリンピックの出場権を獲得[9]。
- 2010年11月16日：中国の広州で行われたアジア競技大会に出場し、女子25mスタンダードピストル個人で784.8点を記録し銀メダルを獲得[10]。
- 2011年3月：東日本大震災が発生。被災地を救援する予備自衛官の招集に備えて、シドニーで開催されたワールドカップへの出場を辞退[8]。
- 2012年4月1日：飛鳥交通へ入社。
- 2012年8月1日：ロンドンオリンピックに出場し、予選31位。試合後、次の2016年リオデジャネイロオリンピックへの出場を目指すと表明した[11]。
- 2014年9月：韓国の仁川で行われたアジア競技大会に出場し、女子25mピストル個人で予選28位、女子エアピストル個人では予選32位[12]。
- 2015年5月：ミュンヘンで行われた女子25mピストル射撃に出場するも75位に終わり、リオ五輪出場ならず[13]。
- 2017年12月：埼玉県和光市で行われた第10回アジアエアガン選手権大会に出場し、10mエアピストル女子40発のアジア新記録（245.3点）を樹立して初優勝[14]。
- 2018年8月：インドネシアで行われたアジア競技大会に出場し、女子25mピストル60発で予選10位[15]。
- 2019年8月：ISSFワールドカップ・リオデジャネイロ大会に出場し、女子25mピストルで予選50位[16]。
- 2019年11月-12月：2020年東京オリンピック日本代表の第1次選考会において、10mエアピストル女子60発を3位で[17]、25mスポーツピストル女子60発を1位で[18]それぞれ通過し、2020年3月に行われる予定であった最終選考会への出場権を獲得。
- 2021年3月：新型コロナウイルス感染症の影響で延期されていた東京オリンピック10mエアピストル女子60発代表最終選考会に臨んだが、代表選出を逃した[19][20]。同年4月、同様に延期されていた25mピストルの最終選考会を佐々木千鶴（岩手県警）と争った。最終得点は同点で並んだが、的の中心を撃ち抜いた回数で敗れた[21]。